# Underkastelse (roman)
Underkastelse (franska: Soumission) är en roman av den franske författaren Michel Houellebecq. Den gavs ut på franska 7 januari 2015, på tyska och italienska samma månad samt på svenska senare samma år. Den blev snabbt en bästsäljare i Italien, Tyskland och Frankrike. På engelska gavs den ut 10 september 2015.
Romanen är en politisk satir, och porträtterar ett Frankrike där ett muslimskt parti, baserat på traditionalistiska, patriarkala värden vinner presidentvalet i Frankrike år 2022, med stöd av de högerextrema. Boken väckte stor uppmärksamhet eftersom den, av rent sammanträffande, gavs ut på samma dag som attentatet mot Charlie Hebdo. Kristoffer Leandoer konstaterade att romanen orsakade det årets (utgivningsårets) största franska kulturbråk.

## Handling
Den medelålders litteraturprofessorn François, en specialist på Joris-Karl Huysmans vid Nya Sorbonne, känner att han befinner sig i slutet av sitt sentimentala och sexuella liv – som främst består av årslånga förhållanden med studenter. Det har gått år sedan han sist skapade något värdefullt vid universitetet. På ett politiskt plan befinner sig Frankrike i djup kris. För att förhindra att Nationella fronten segrar i andra omgången i presidentvalet allierar sig socialisterna med det nyskapade partiet Muslimska brödraskapet. Alliansen får dessutom stöd av Republikanerna, som tidigare var det huvudsakliga högerpartiet. Som frontfigur står den charmerande och imponerande islamisten Mohammed Ben-Abbes. Han kommer att stå emot Nationella frontens ledare Marine Le Pen. 
François har, när presidentvalet börjar närma sig, en ung och vacker judisk flickvän, Miriam. På grund av den antisemitism som det politiska landskapet tvingar fram emigrerar hon dock till Israel. Ungefär samtidigt dör François föräldrar, även om han inte har haft kontakt med dem på mycket lång tid. Sammantaget börjar dock hans livslust sina, och han är orolig att självmord närmar sig alltmer som lösning. Han tar därför skydd i ett kloster i Martel, en liten by. Klostret är en viktig symbol för Karl Martells seger över islamiska styrkor 732. I samma kloster blev dessutom hans litterära hjälte, Huysmans, en icke-religiös medlem.
Ben-Abbes vinner till slut valet, och blir Frankrikes president. Han lyckas mäkla fred i landet och undvika det inbördeskrig som närmat sig. Han genomför stora reformer av franska lagsystemet, privatiserar Sorbonne och gör därmed François redundant; François går i pension, eftersom bara muslimer får undervisa. Ben-Abbes avslutar mål om jämställdhet och gör polygami lagligt. Flera av François intellektuellt lägre ställda kollegor konverterar till islam, får bra jobb och ingår arrangerade äktenskap med vackra, unga fruar (flera knappt ute ur puberteten). Den nya presidenten inkluderar Nordafrika i Europeiska Unionen, och eftersträvar att skapa ett nytt romarrike med Frankrike i ledningen. Romanen avslutas i ett nytt, annat samhälle, där François, stödd av den mäktiga politikern Robert Rediger, uppmuntras att konvertera till islam, med löften om ett andra, bättre liv, ett prestigefyllt jobb och fruar som valts ut åt honom.
Romanen blandar fiktion med verkligt existerande människor: Le Pen, François Hollande, François Bayrou och Jean-François Copé är exempel på verkliga människor som förekommer i boken.

## Tema

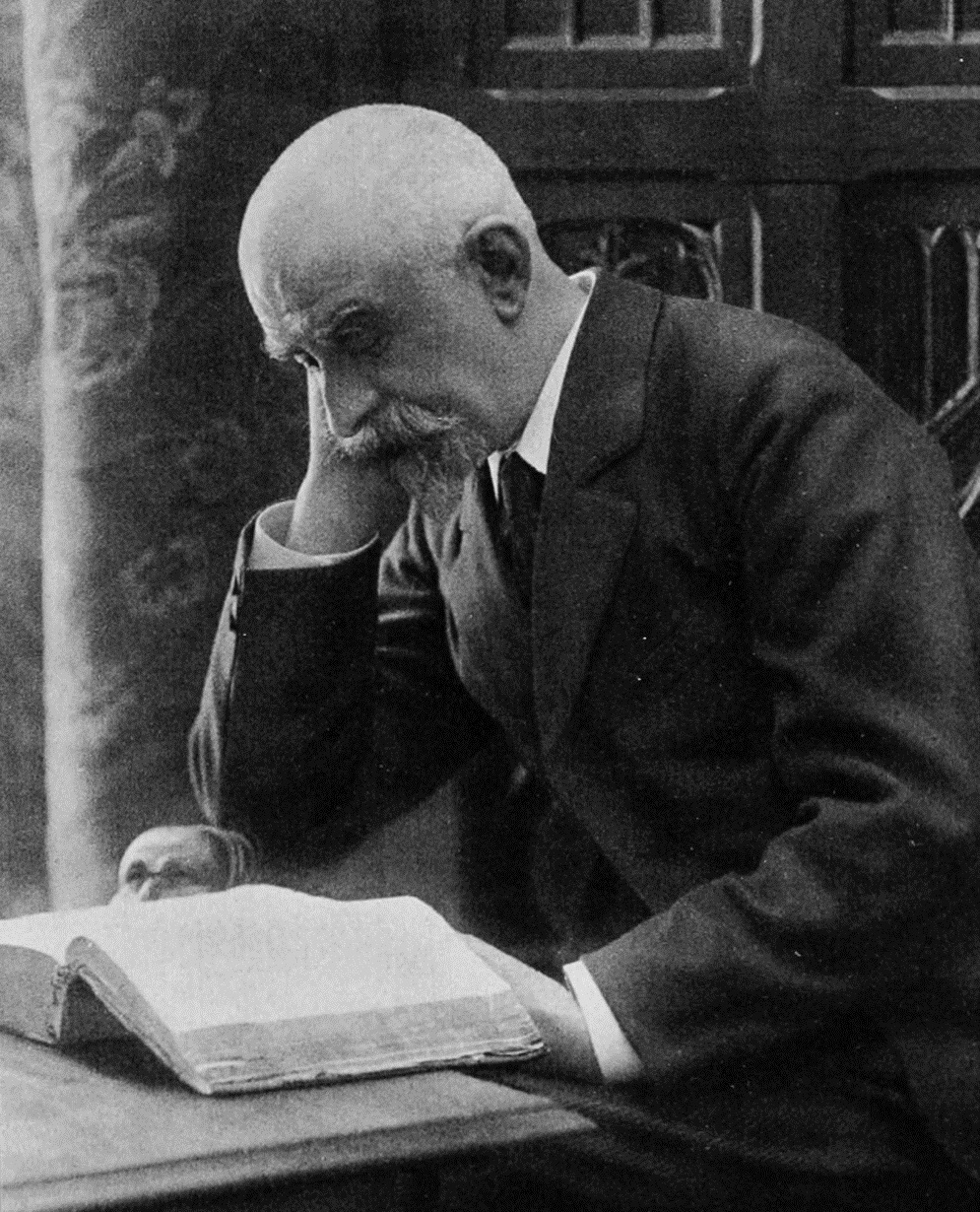
Författaren Joris-Karl Huysmans återkommer genom hela romanen.

Houellebecq konstaterade i The Paris Review att boken inte är skriven för att provocera – eftersom han, i sin mening, beskriver en utveckling som han ser som realistisk. Likt titeln antyder behandlar romanen underkastelse som tema, både på ett religiöst plan (islam kan etymologiskt ledas till underkastelse), sadomasochistiskt (vid ett tillfälle knyter Houellebecq begreppet till det sadomasochistiska verket Berättelsen om O) och metalitterärt (om underkastelse som litterär arbetsmetod). Litteratur är för övrigt ett tema som genomgår romanen; huvudpersonen, universitetsprofessorn François, skrev en doktorsavhandling om Joris-Karl Huysmans, och Huysmans återkommer genom hela romanen.